# Ergasilus longicaudatus
Ergasilus longicaudatus is een eenoogkreeftjessoort uit de familie van de Ergasilidae. De wetenschappelijke naam van de soort is voor het eerst geldig gepubliceerd in 1984 door Kuang & Li.